# Юга Гакола
Юга Гакола (фін. Juha Hakola, нар. 27 жовтня 1987, Еспоо) — фінський футболіст, нападник клубу «ГрІФК».
Виступав, зокрема, за клуби «Віллем II» та «Ференцварош», а також національну збірну Фінляндії.

## Клубна кар'єра
Вихованець клубу ГІК, але на дорослому рівні грав лише за резервну команду «Клубі-04» у другому дивізіоні, провівши там дві гри.
У 2006 році перейшов до естонського клубу «Флора», де провів два сезони, зігравши 65 матчів і забивши 25 голів у чемпіонаті Естонії. З клубом із Таллінну ставав дворазовим срібним призером чемпіонату країни (2007, 2008), а також володарем Кубка Естонії (2007/08). У 2007 році став сьомим бомбардиром (14 голів) і був визнаний найкращим гравцем чемпіонату Естонії.
Протягом 2009—2010 років захищав кольори клубу «Гераклес» (Алмело). Він дебютував у Ередивізі 17 січня 2009 року в гри проти «Адо Ден Гаг» (2:2). 17 квітня 2009 року під час матчу проти клубу «НАК Бреда» (4:0) забив свій перший гол в чемпіонаті Нідерландів.
25 червня 2010 року Гакола підписав контракт на 2+1 рік з іншим місцевим клубом «Віллем II». Однак наступного літа, після вильоту клубу з Ередивізі, фін покинув клуб і підписав дворічний контракт з угорським «Ференцварошем», у складі якого провів наступні два роки своєї кар'єри гравця. У першому зіграв 19 матчів, у другому — лише 7 і став володарем Кубка угорської ліги.
Влітку 2013 року покинув «Ференцварош» і повернувся на батьківщину, де став півзахисником клубу КуПС. У цій команді Юга грав до кінця року і став фіналістом Кубка Фінляндії, після чого став гравцем кіпрського «Аріса» (Лімасол).
Влітку 2014 року повернувся до КуПСа, де провів наступні два з половиною сезони. Після цього у 2017—2018 роках грав за ВПС (Вааса), а у сезоні 2019 року за «Гонку», з якою став третім призером чемпіонату. Загалом у вищому дивізіоні Фінляндії зіграв 137 матчів та забив 24 голи.
У червні 2020 року Хакола підписав контракт з клубом ГрІФК з третього дивізіону країни. Станом на 13 серпня 2019 року відіграв за команду з Кауніайнена 33 матчі в національному чемпіонаті.

## Виступи за збірні
Протягом 2007—2010 років залучався до складу молодіжної збірної Фінляндії, з якою брав участь у молодіжному чемпіонаті Європи 2009 року у Швеції, де фіни фінішували без очок на останньому четвертому місці. Всього на молодіжному рівні зіграв у 11 офіційних матчах, а також має один матч за команду до 23 років.
11 лютого 2009 року зіграв свій єдиний матч у складі національної збірної Фінляндії в товариській грі проти Португалії (0:1), вийшовши на заміну в кінцівці гри замість Йонаса Колкки.

## Титули і досягнення
- Володар Кубка Естонії (1):

«Флора»: 2007/08
- Володар Кубка угорської ліги (1):

«Ференцварош»: 2012/13